# Pimpa - Le nuove avventure
Pimpa - Le nuove avventure è la seconda serie animata de La Pimpa, disegnata da Altan e diretta da Enzo D'Alò. L'episodio pilota venne presentato nel 1995 a Cartoons on the Bay e in quell'occasione il personaggio di Pimpa vinse il primo premio come personaggio dell'anno. La serie è stata trasmessa in Italia su Rai Tre dal 1997 e successivamente anche su Rai Yoyo.

## Trama
La serie racconta in 26 episodi di circa 5 minuti l'uno le avventure della cagnolina a pois Pimpa, dei suoi amici e del suo padrone Armando. Questa è la seconda serie TV ad avere la cagnolina come protagonista, e andò in onda come il seguito di quella di grande successo diretta da Osvaldo Cavandoli.

## Doppiaggio
La voce della Pimpa è di Francesca Vettori, quella di Armando è di Oliviero Corbetta.

## Episodi
1. In India con il tappeto volante
2. Il tuono di primavera
3. Una giornata nell'orto
4. Gli amici funghi
5. L'orsetto lavatore
6. Il merlo fischiatore
7. Fa freddo, orsetto
8. L'elefantino giallo
9. Il circo
10. Il vitellino Vito
11. Il pavone Alfonso
12. L'ape e il battello a ruota
13. Gita nel deserto
14. Le tre cravatte
15. La corsa col treno
16. Il cucù
17. L'aeroplanino
18. La fabbrica di pizze
19. Il pinguino e il pesce rosso
20. Si va a pescare
21. Il cavallino selvaggio
22. Lo scimmiotto e il leone
23. La stella cadente
24. Una giornata con il sole
25. Un'avventura sottomarina
26. Al mare con l'orso polare

## Sigla
La sigla, intitolata La ballata della Pimpa, scritta da Francesco Tullio Altan e composta da Beppe Crovella, è cantata da Anna Mezzano.